# Gare de Fourmies
La gare de Fourmies est une gare ferroviaire française située sur le territoire de la commune de Fourmies dans le département du Nord, en région Hauts-de-France.
C'est une gare de la Société nationale des chemins de fer français (SNCF) desservie par des trains TER Hauts-de-France.

## Situation ferroviaire
Établie à 203 mètres d'altitude, la gare de bifurcation de Fourmies est située au point kilométrique (PK) 109,705 de la ligne de Fives à Hirson, entre les gares ouvertes de Sains-du-Nord et d'Anor et au PK 125,144 de la ligne de Maubeuge à Fourmies partiellement déclassée.

## Histoire
En août 1885, le Conseil général du Nord a communication de travaux en cours pour l'agrandissement de la gare du fait de la mise en service prochaine de la ligne de Maubeuge à Fourmies.

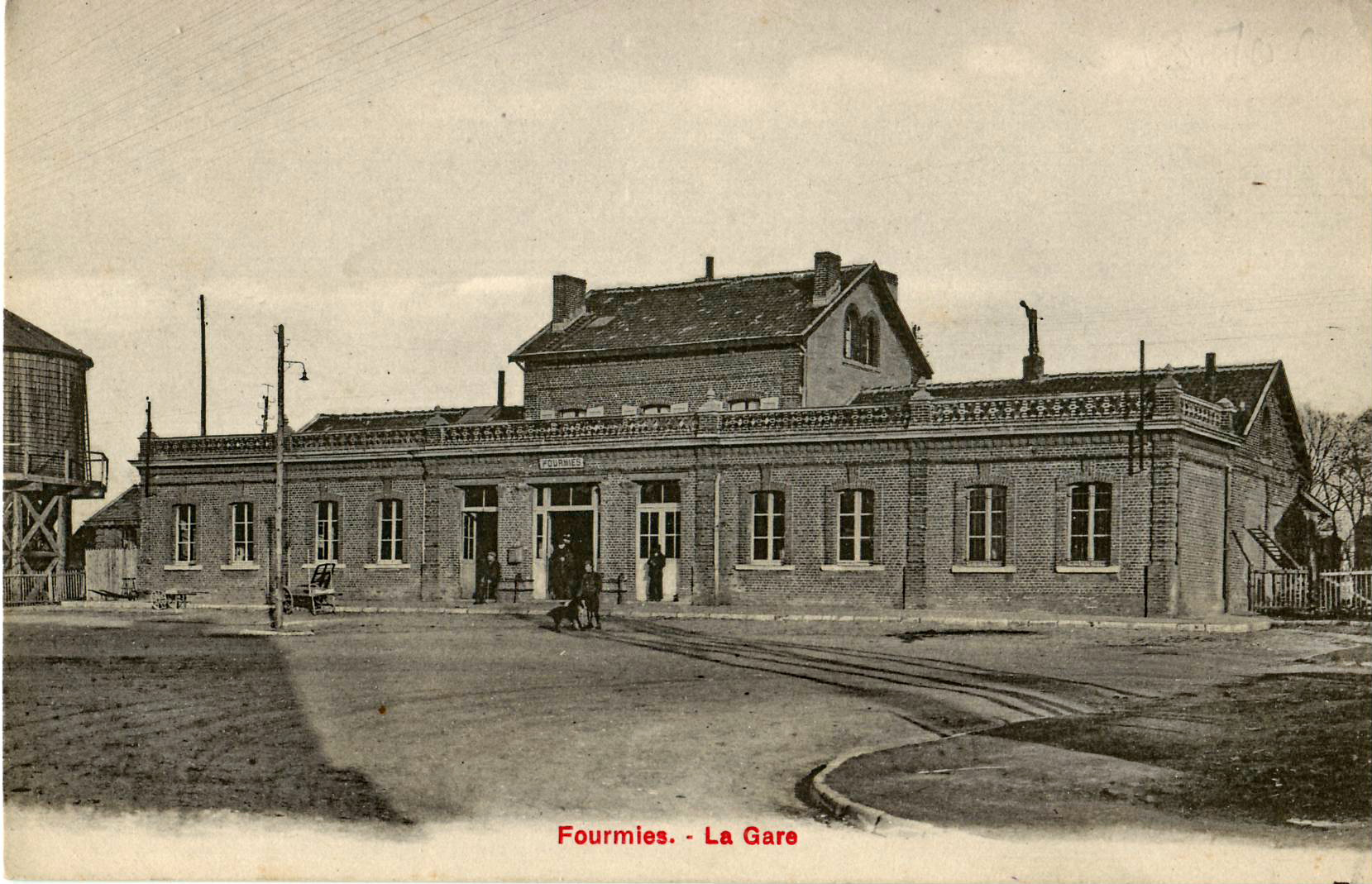
Le bâtiment voyageurs vers 1900.

## Service des voyageurs

### Accueil
Gare SNCF, elle dispose d'un bâtiment voyageurs, avec guichets, ouvert tous les jours. Elle est équipée d'automates pour l'achat de titres de transport.

### Desserte
Fourmies est desservie par des trains TER Hauts-de-France qui effectuent des missions entre les gares : de Lille-Flandres et d'Hirson, ou Charleville-Mézières.

### Intermodalité
Un parc à vélos et un parking sont aménagés à ses abords.

## Service des marchandises
La gare de Fourmies est ouverte au service du fret (service limité au train massif).

## Galeries Photos

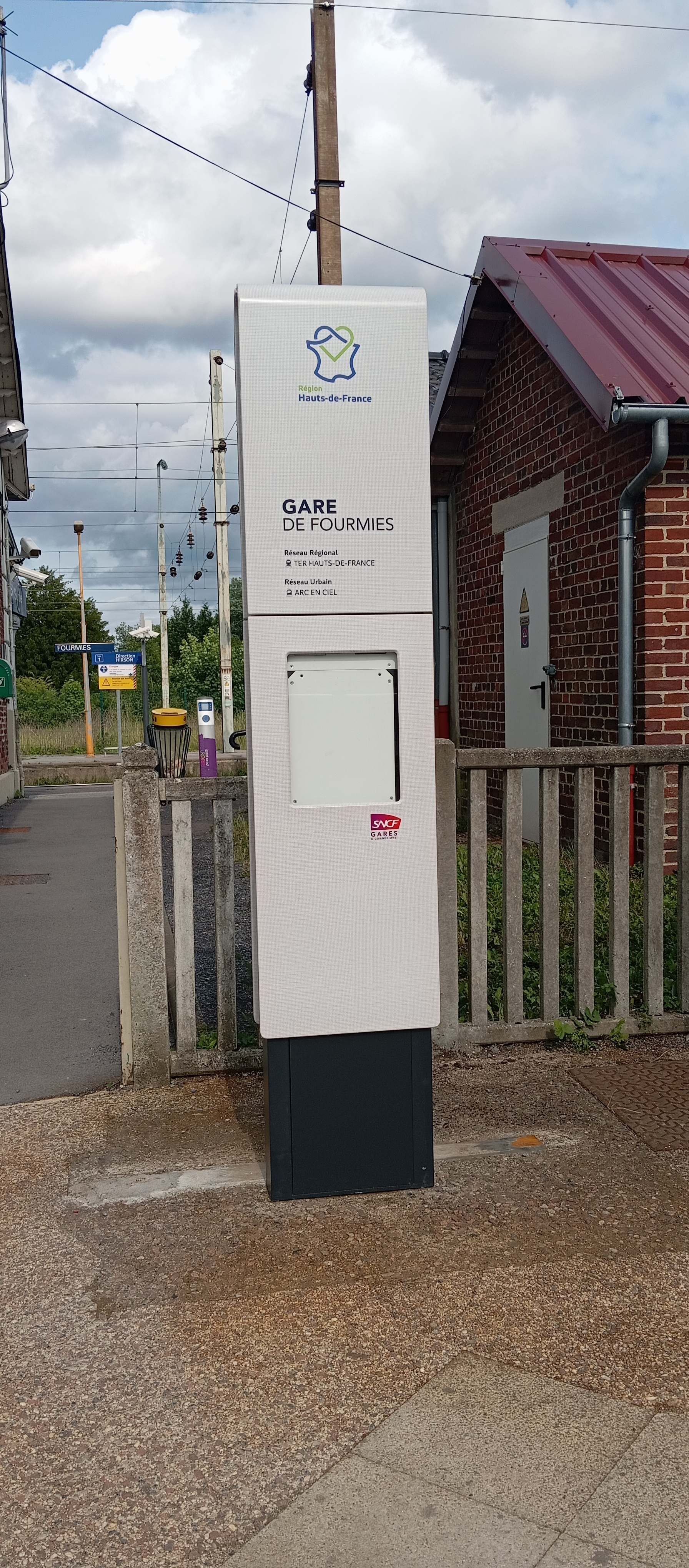
Totem de la gare de Fourmies

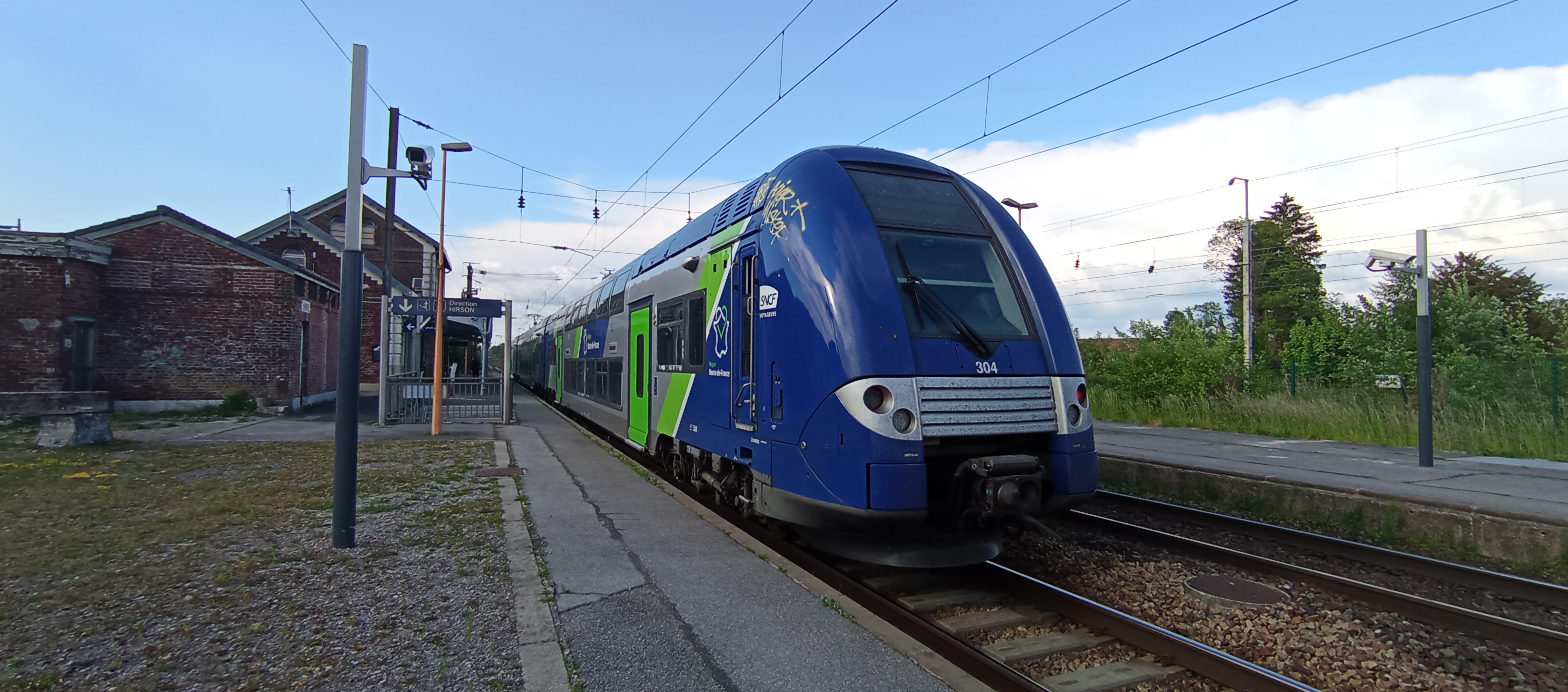
Une Z24500 en livrée Hauts-De-France